# František Václav Mareš
František Václav Mareš (20. prosince 1922 Benešov – 3. prosince 1994 tamtéž) byl český jazykovědec, slavista, bohemista, makedonista, paleoslovenista, literární historik, etymolog, lexikograf, paleograf, textolog, publicista, editor staroslověnských a církevněslovanských literárních památek, vysokoškolský pedagog.

## Život
Po válečné maturitě na gymnáziu v Benešově (1941) se vyučil drogistou, v letech 1945–1948 vystudoval na Filozofické fakultě Univerzity Karlovy bohemistiku a rusistiku, následující dva roky (1948–1950) působil v Praze-Žižkově jako gymnaziální profesor. Doktorát filozofie získal na FF UK v roce 1950 (disertační práce o hláskosloví a lexiku Pražských hlaholských zlomků), následně byl vědeckým pracovníkem Komise pro staroslověnský slovník ČAVU (1950–1952),  1952–1968 pak Slovanského ústavu ČSAV. Souběžně po několik let vyučoval na FF UK, pražské Vysoké škole ruského jazyka a olomoucké Pedagogické fakultě Univerzity Palackého. Pracoval také v redakci časopisu Slavia, v autorském kolektivu Slovníku jazyka staroslověnského a v Československém komitétu slavistů.
V roce 1956 mu z ideologických důvodů nebylo umožněno se habilitovat; mohl ale získat titul CSc. Emigroval a v letech 1968–1993 byl profesorem slavistiky na Vídeňské univerzitě
(1968 mimořádný, 1972 řádný, od 1993 emeritní). Patřil k výrazným, mezinárodně uznávaným osobnostem slovanské filologie druhé poloviny 20. století, od roku 1972 se stal dopisujícím členem Rakouské akademie věd (1987–1992 předseda její Balkánské komise), řádného členství dosáhl v roce 1984. Členstvím jeho vědecké zásluhy dále ocenily akademie Makedonská, Chorvatská a Polská, pracoval v Mezinárodní komisi pro fonologii a ve dvou komisích při Mezinárodním komitétu slavistů (pro slovník církevní slovanštiny a textologicko-ediční). Po změně společenských poměrů v Československu stanul v čele vědecké rady Slovanského ústavu AV ČR v Praze (1992), v témže roce jej ČSAV vyznamenala zlatou medailí Josefa Dobrovského.

## Dílo
Hlavním předmětem jeho badatelské a vědecké činnosti byly zejména oblasti srovnávací slovanské jazykovědy (s akcentem na fonologii, morfologii, etymologii a lexikální rovinu vývoje i současného stavu slovanských jazyků) a slovanské filologie v širokých kulturně historických evropských souvislostech. Ve svých výzkumech zaměřil svou pozornost prakticky na všechny slovanské jazyky, četnější studie věnoval češtině, horní a dolní lužické srbštině a makedonštině. Pro svou lingvistickou i filologickou práci byl neobyčejně jazykově disponován, kromě slovinštiny aktivně ovládal všechny slovanské jazyky, dále latinu, starou i novou řečtinu, angličtinu, němčinu a španělštinu.
K jeho velkým filologickým tématům patřily staroslověnské a církevněslovanské písemnictví (již v době pražského pobytu úspěšně pracoval na přípravě hesel Slovníku jazyka staroslověnského, v závěru života se mj. podílel na výzkumu a vydávání slovanských rukopisů, objevených v roce 1975 na Sinaji). S jeho paleoslovenistickými zájmy úzce souvisí např. i rozsáhlá a objevná studie o písni Hospodine, pomiluj ny, zkoumání problematiky autorství slovanského překladu Besěd Řehoře Velikého, chronologie vzniku slovanské verze tzv. Liturgie sv. Petra i řada časopisecky publikovaných studií o cyrilometodějských otázkách, slovanské liturgii a k výsledkům výzkumů, do jaké míry i rozsahu pronikly prvky staroslověnské vzdělanosti Velké Moravy a přemyslovských Čech do jiných slovanských jazyků.
Bibliografie jeho vědeckých prací obsahuje přes 300 položek, na sympoziích, kongresech, evropských i amerických univerzitách přednesl kolem 200 přednášek. Je autorem vlastního tetrachotomického třídění slovanských jazyků (1980), koncepce tzv. analytické fonologie (1970) a první české mluvnice makedonštiny. V době svého vídeňského pobytu byl členem redakce Wiener Slavistisches Jahrbuch a autorského kolektivu Rječniku crkvenoslavenskogo jezika hrvatske redakce.

## Výběrová bibliografie
- Die Entstehung des slavischen phonologischen Systems und seine Entwicklung bis zum Ende der Periode der slavischen Spracheinheit / Vznik slovanského fonologického systému a jeho vývoj do konce období slovanské jazykové jednoty (původní český text vyšel v časopisu Slavia 25, 1956, německy München 1965; v angličtině Ann Arbor, 1965)
- Konstantinovo kulturní dílo po 1100 letech (Praha, 1970)
- Die Namen des Slavenapostels Methodius von Saloniki und seiner Gefährten im Verbrüderungsbuch des Reichnauer Klosters (CM [Cyrillomethodianum] I, S. 107–112, Thessaloniki, 1971)
- An Anthology of church Slavonic texts of western (Czech) origin (München, 1979)
- Einführung in die slavischen Sprachen (Darmstadt, 1980,1991)
- Pierwszy słowiański język literacki i początki piśmiennictwa słowiańskiego (Kraków, 1994)
- Makedonská gramatika=Makedonska gramatika (Skopje, 1994, 1996)
- Psalterii Sinaitici pars nova (monasterii s. Catharinae codex slav. 2/N) /Wien, 1997/
- Diachronische Phonologie des Ur- und Frühslavischen (München, 1969; Frankfurt am Main, 1999)
- Makedonsko–český slovník=Makedonsko–češki rečnik / Karel Hora : s gramatikou Františka Václava Mareše (Praha, 1999)
- Diachronische Morphologie des Ur- und Frühslavischen (Frankfurt am Main, 2001)
- Cyrilometodějská tradice a slavistika. (Praha, 2000)[16]
- Slavica mediaevalia in memoriam Francisci Venceslai Mareš (Frankfurt am Main, 2006)
- Komparativna fonologija i morfologija na makedonskiot jazik. Sinchronija i diachronija (Skopje, 2008)